# Tomislav Bralić
Tomislav Bralić (Bibinje, 10. prosinca 1968.) je hrvatski glazbenik i pjevač.

## Životopis
Tomislav Bralić član je zadarskog zbora Petar Zoranić od 1985. godine, dok je članom klape Intrade postao 1986. Od 1993. godine nastupa i samostalno. Nastupao je na Melodijama hrvatskog Jadrana, Zadarfestu, Dalmatinskoj šansoni i mnogim drugim priredbama.
S klapom Intrade dobio je glazbene nagrade Porin za izvedbu pjesme „Moja jube“, Županijsku nagradu koju im je dodijelio Zadar, nagradu Grada Knina, a bili nominirani za „Hit godine“ na Porinu 2010. s pjesmom  „Ne damo te pismo naša“. Za izvedbu „Zora bila“ zdobili su nagradu za najizvođeniju pjesmu na „Dalmatinskoj šansoni 2010“,  osvajali mnogobrojne nagrade na festivalima i dobili su i priznanje Grada Zadra za svoja glazbena postignuća.

## Diskografija

### Studijski albumi
Do sada je objavio četiri samostalna albuma:
- Lipa rič (1995.),[2] reizdanje: Scardona 2007.[3]
- Dalmacijo lipa (2003.)
- Karta ljubavi (2006.)
- Ne damo te pismo naša (2009.)[4]

## Vanjske poveznice
- Scardona i Ivan Šegedin: Tomislav Bralić na XV. Međunarodnom Marko Polo festivalu
- Scardona – Tomislav Bralić (životopis)  Arhivirana inačica izvorne stranice od 19. prosinca 2013. (Wayback Machine)
- Discogs.com – Tomislav Bralić (diskografija)